# 米原潜当て逃げ事件

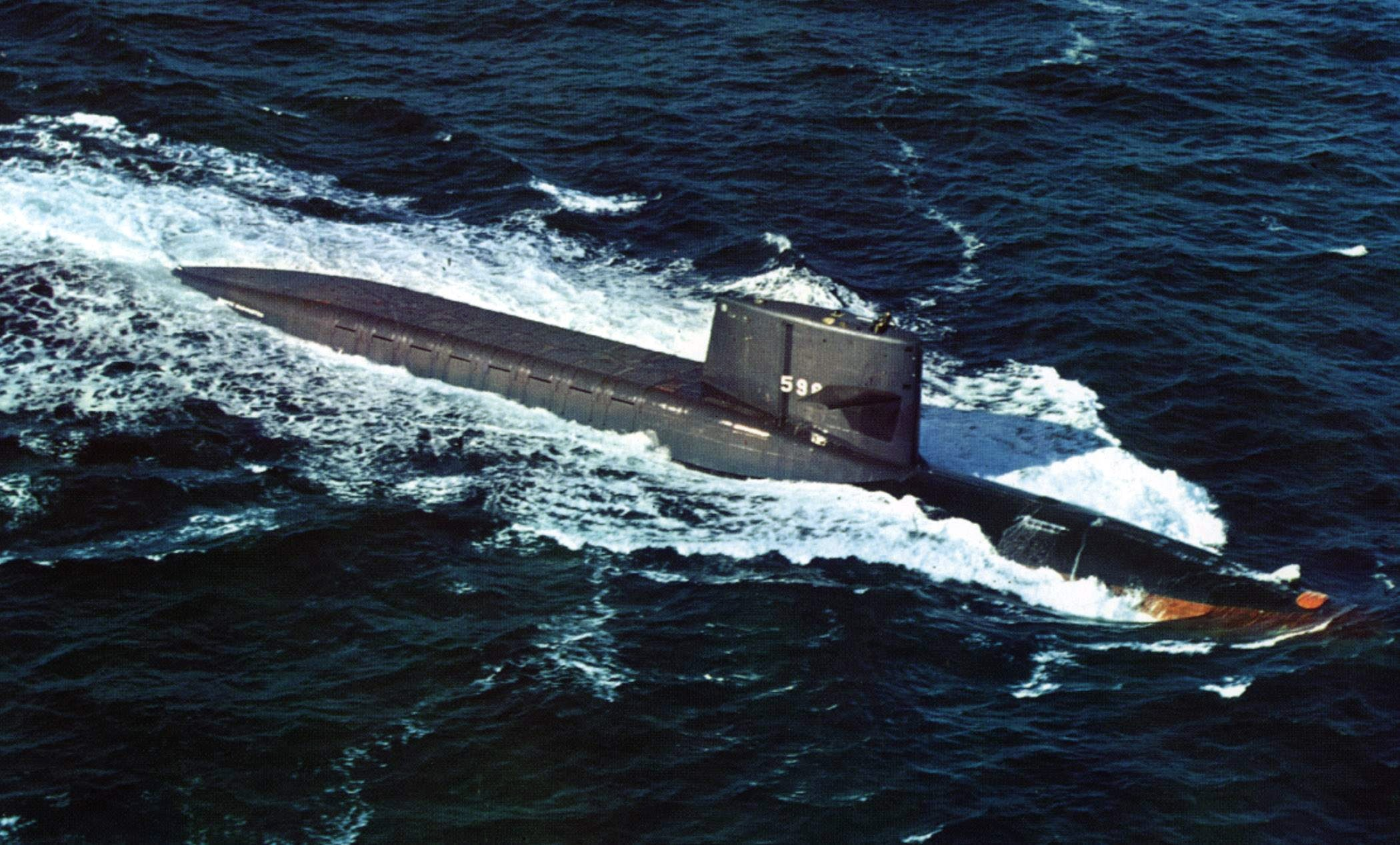
事故の一方の当事者であるUSSジョージ・ワシントン

米原潜当て逃げ事件（べいげんせんあてにげじけん）とは、1981年（昭和56年）4月9日に発生した、日本船籍の貨物船に対する当て逃げ事件である。日昇丸事件（にっしょうまるじけん）ともいう。

## 事件の様相
1981年4月9日、鹿児島県沖の東シナ海に浮かぶ下甑島付近、佐世保から南南西約110カイリを、神戸港から中華人民共和国の上海に向けて、日本の忽那海運（愛媛県北条市）所属の貨物船「日昇丸」（2350ｔ）が航行していた。
午前10時半ごろにアメリカ海軍所属のジョージ・ワシントン級原子力潜水艦「ジョージ・ワシントン」（USS George Washington SSBN-598）が海中から浮上したため衝突した。日昇丸は船底を破壊されたため、15分で沈没した。一方の「ジョージ・ワシントン」はセイル部分を僅かに損傷したのみで、自力航行に支障が無かった。
しかし「ジョージ・ワシントン」は日昇丸乗組員の救助活動をせず、現場を立ち去った。この結果、日昇丸の乗組員から船長ら2名の死亡者がでた。残りの乗組員13名を救助したのは日本の海上自衛隊の護衛艦「あきぐも」と「あおくも」であった。なおアメリカ海軍側は事故報告書において濃霧と雨のために日昇丸を発見することができなかったと説明している。

## 事件に対する疑惑
アメリカ側は事故発生後1日後に通報するなど不誠実な対応をしたが最終的には過失を認め、8月31日には日本国政府に最終的な事故報告書を提出した。その背景にはエドウィン・O・ライシャワー元駐日大使による核を積載した艦艇の日本寄港の証言があり日米同盟問題が微妙な時期であり、非核三原則を国是とする日本国民の核問題に対する感情を配慮して、事件の解決を急いだ事情があった。そのため日米両国政府はこれ以上政治問題化させないことに同意した。
しかし事故直後の状況などについては乗組員との証言と相違がある。船長ら二人の遺体は事故から13日後に発見されたが、死後2 - 3日ぐらいしか経っていないかのような状態であるとの指摘もあり、二人は一旦米軍に救助された後、機密保持のために謀殺されたとの主張もある。そもそも、どうして衝突してしまったかという事件の真相に対する全面解明は、冷戦下における核戦略等の軍事機密の壁に阻まれて、現在も実現していない。艦長はこのように遭難者を救助せず立ち去ったにもかかわらず軍法会議にかけられること（アメリカ軍の査問会や軍法会議は非公開で開催することができる。その軍法会議にかけられたが無罪になったとする報道もある）もなく、艦長資格剥奪の懲戒処分ですんだ。被害者への賠償であるが和解している。
小川和久は、事件後の1984年に出版した『原潜回廊』（講談社）において、弾道ミサイル原潜から攻撃型原潜に改造されたばかりのジョージ・ワシントンが、攻撃型原潜としての動きに不慣れなため逆にソ連の攻撃型原潜に発見されてしまい、その追尾を振り切る途中で日昇丸と衝突した、アメリカ側が事故報告書において事故現場の場所を故意にずらして発表したのはその場所がソ連潜水艦の待ち伏せ地点だったからである、という仮説を述べている。

## 備考
2001年にハワイ沖で発生したえひめ丸事故では、同じく浮上作業中の潜水艦と衝突したため、アメリカ海軍は過去の教訓を生かしていないと日本側から批判された。偶然にも被害を受けた2隻とも愛媛県に関係する船だった。